# جون إل. ماكدونالد
جون إل. ماكدونالد (بالإنجليزية: John L. MacDonald)‏ هو محامي وقاضي وسياسي أمريكي، ولد في 22 فبراير 1838 في المملكة المتحدة، وتوفي في 13 يوليو 1903 في الولايات المتحدة. حزبياً، نشط في الحزب الديمقراطي. وقد انتخب عضو مجلس ولاية مينيسوتا وانتخب عضو مجلس نواب مينيسوتا وانتخب عضو مجلس النواب الأمريكي.